# Ольга (порт)

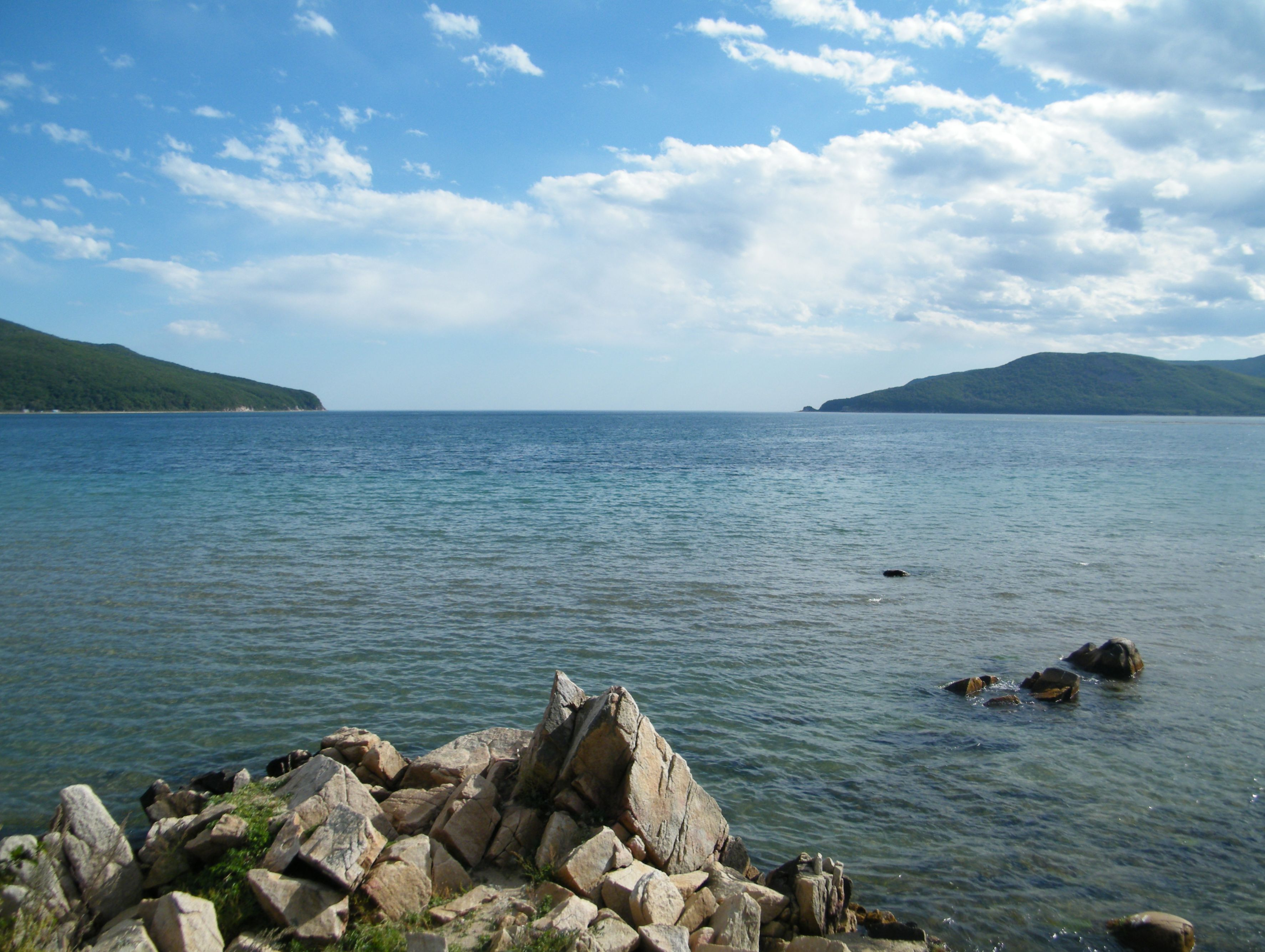
Залив Ольги

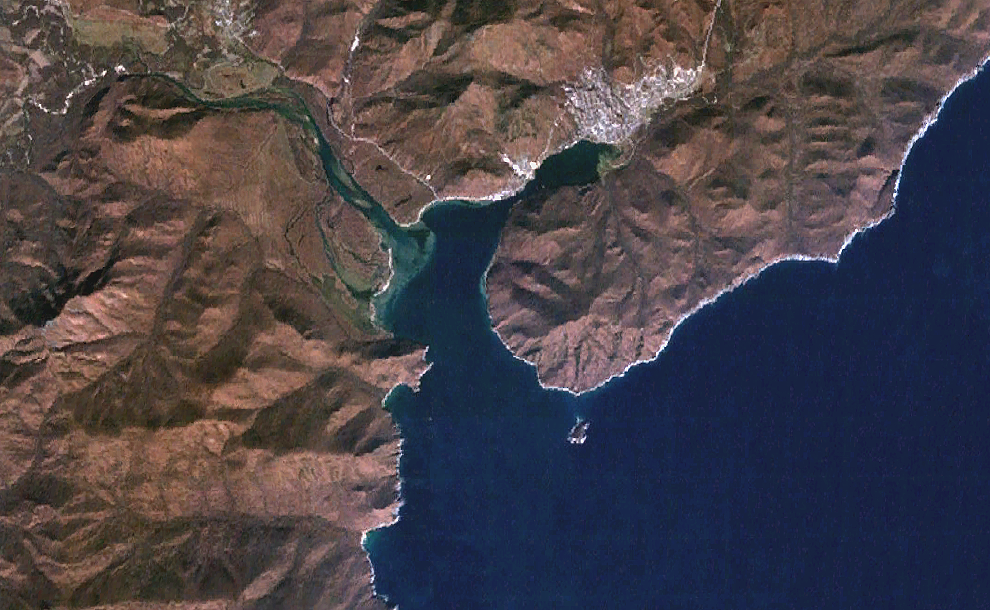
Спутниковая фотография залива Ольги

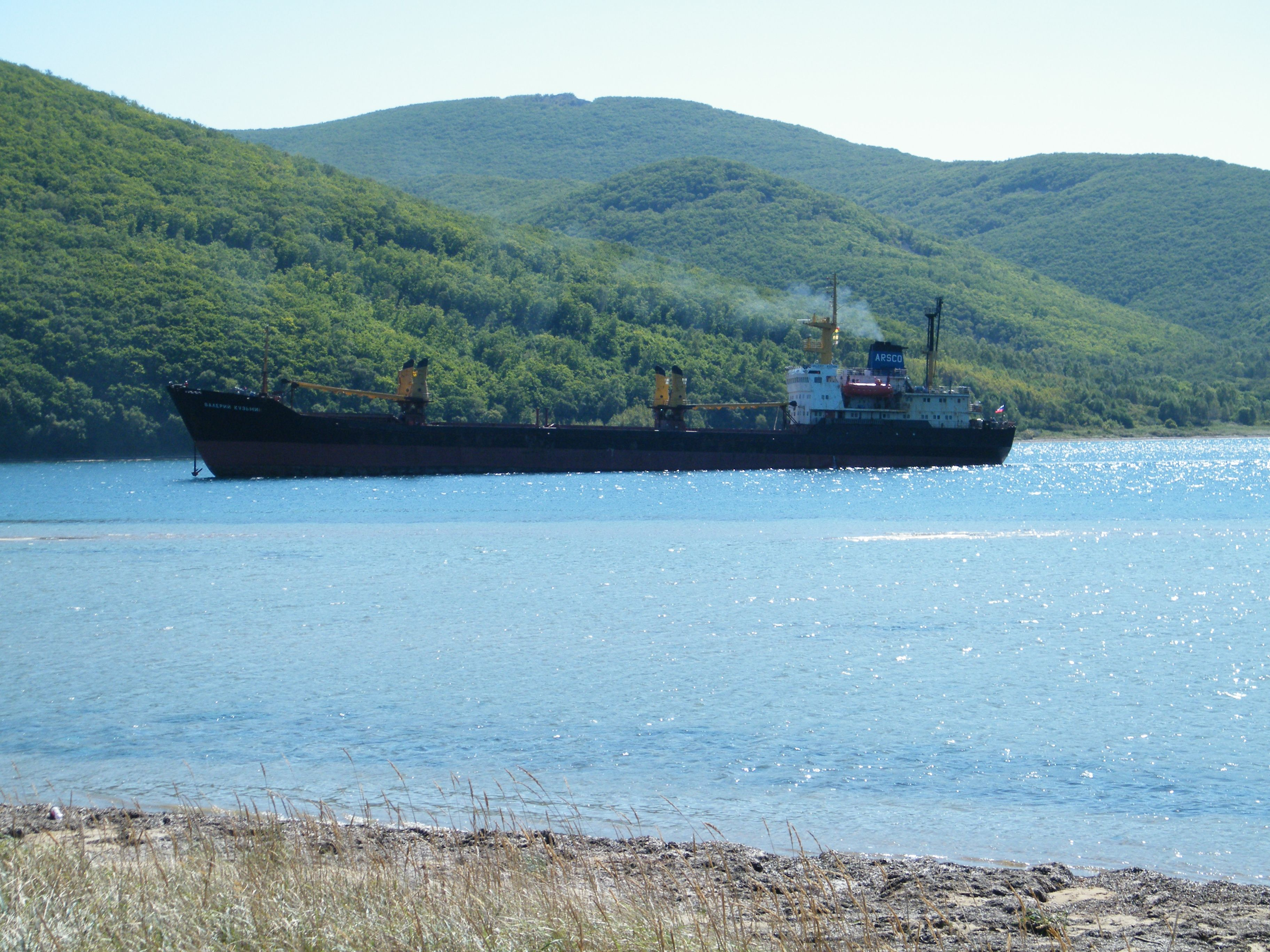
Залив Ольги, теплоход «Валерий Кузьмин» входит в порт

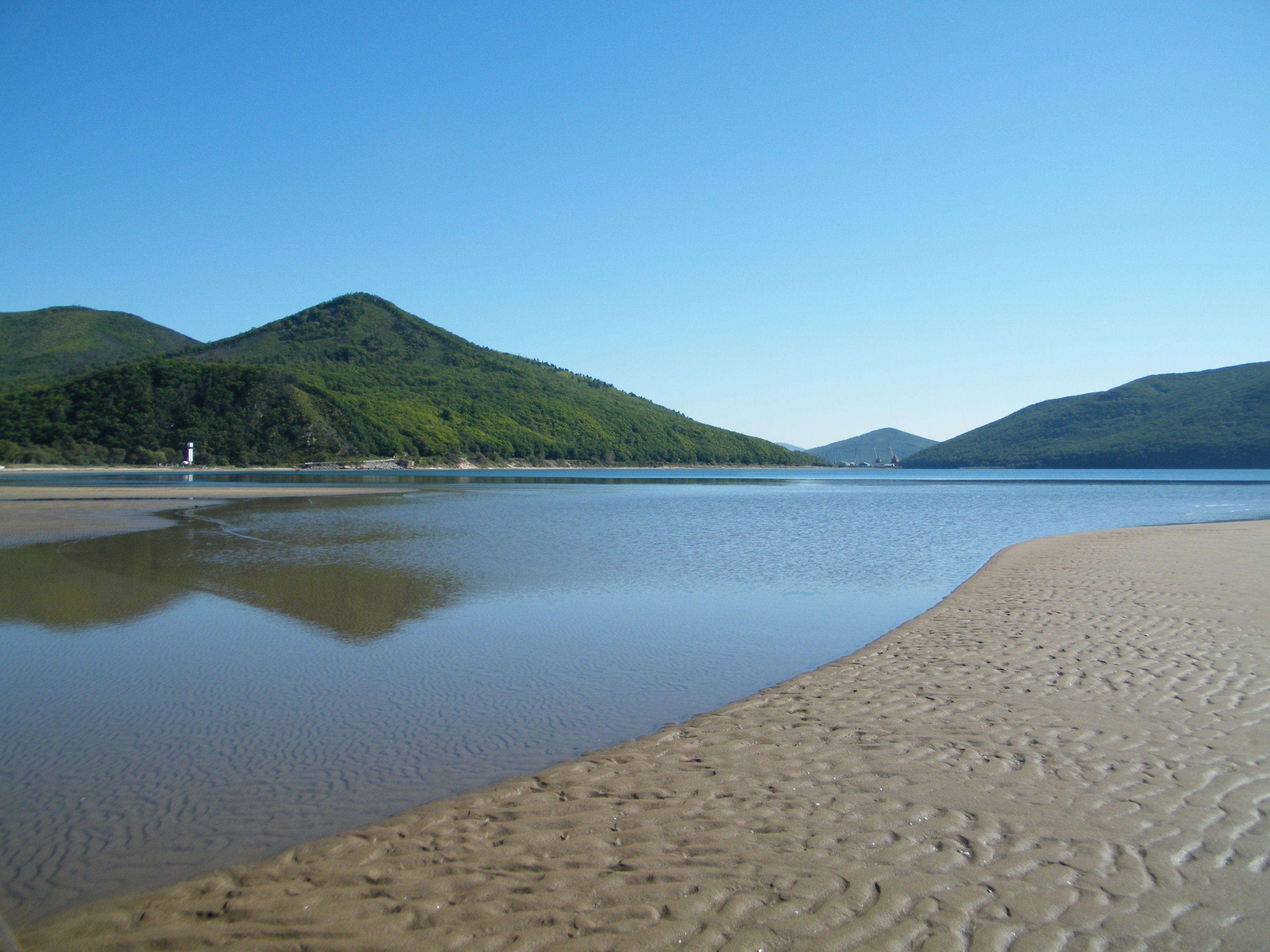
Вид на порт от устья реки Аввакумовка

Порт О́льга — российский морской порт, расположен на северо-западном побережье  Японского моря, в  заливе Ольги.
Акватория порта расположена за линией мыс Маневского — остров Чихачёва.
В порту имеется три причала для лесных и генеральных грузов а также пирс нефтебазы для нефтепродуктов.
Площадь крытых складов 0,4 тыс. м2
Площадь открытых складов 38 тыс. м2
Оборудование: 4 портальных крана, 3 автомобильных вилочных погрузчика.
В состав Ольгинского морского торгового порта входит также терминал Пластун в посёлке Пластун.

## Грузооборот
| Грузооборот тыс. т | Грузооборот тыс. т | Грузооборот тыс. т | Грузооборот тыс. т | Грузооборот тыс. т | Грузооборот тыс. т | Грузооборот тыс. т | Грузооборот тыс. т | Грузооборот тыс. т |
| 2003               | 2004               | 2005               | 2006               | 2007               | 2008               | 2009               | 2010               | 2011               |
| ------------------ | ------------------ | ------------------ | ------------------ | ------------------ | ------------------ | ------------------ | ------------------ | ------------------ |
| 184,7              | ▼132,6             | ▲183,7             | ▲230,8             | ▼229,0             | ▼129,0             | ▼85,3              | ▼53,4              | ▼44,6              |

## История создания и развития
История становления и развития морского порта Ольга берёт своё начало с 1857 года, когда были открыты заливы Святого Владимира и Святой Ольги дипломатической миссией во главе с адмиралом Ефимом Васильевичем Путятиным и экипажем пароходо-корвета «Америка» во главе с командиром капитаном-лейтенантом Николаем Матвеевичем Чихачёвым.
- 1859 — образован первый военный пост Святой Ольги, начальником которого был назначен Александр Степанович Маневский.
- 1907 — состоялось совещание по вопросу о преобразовании поста в город.
- 1911 — пост Святой Ольги упоминается в качестве таможенной заставы.
- 1916 — от поста Святой Ольги в направлении морского порта Владивосток организована приморская судоходная линия Ольга — Владивосток по перевозке пассажиров и грузов на пароходе «Монгугай».
- 1918 — пост Святой Ольги преобразован в посёлок Ольга на основании протокола заседания Пермского волостного Совета крестьянских и рабочих депутатов.
- 1969 — в посёлке Ольга организована лесоперевалочная база Краснореченского леспромхоза по экспортным поставкам леса и лесоматериалов в Японию с лесозаготовительных участков.
- 1969 — отгружен первый теплоход «Малая Вишера». Погрузка осуществлялась судовыми стрелами с необорудованного причала.
- С 1970 по 1972 год в посёлке Ольга построено здание лесобиржи, контора управления, складские помещения, гараж и причал, который оборудован двумя мобильными кранами «Като» и «Тадано», плавучим краном и тремя погрузчиками.
- 1974 — на причале смонтированы портальные краны.
- 1975 — приказом КГБ СССР от 9 ноября 1975 г. № 06/15 в морском порту Ольга открыт постоянный грузовой пункт пропуска через Государственную границу СССР.
- 1992 — государственное предприятие «Ольгинский леспромхоз», осуществлявший перевалку в морском порту Ольга, акционировался путём преобразования в ОАО «Ольгалес», а на базе имущества, не подлежащего приватизации был образован ГУП «Морской торговый порт Ольга».
- 1994 — в соответствии с приказом Департамента морского транспорта Минтранса России от 28 февраля 1994 г. № 19 было образовано государственное учреждение «Морская администрация порта Владивосток», в структуре которой был образован Ольгинский филиал, который в качестве портовых властей начал осуществлять административно-властные полномочия ГУ «МАП Владивосток» в морском порту Ольга.
- 1998 — распоряжением Правительства России от 11 сентября 1998 г. № 1332-р было ликвидировано ГУП «Морской торговый порт Ольга», а федеральное имущество государственного предприятия в морском порту Ольга в установленном порядке было закреплено за ГУ «Морская администрация порта Владивосток».
- 2003 — в ходе реализации административной реформы Правительства Российской Федерации по совершенствованию государственного управления в морских портах создан единый хозяйствующий субъект в морских портах России — ФГУП «Росморпорт».
- 2003 — приказом ФГУП «Росморпорт» от 25 сентября 2003 г. № 09/ОД был создан Владивостокский филиал ФГУП «Росморпорт».
- 2004 — приказом Владивостокского филиала ФГУП «Росморпорт» от 12 июля 2004 г. № 17 было создано Ольгинское отделение филиала, которое начало осуществлять хозяйственную деятельность с использованием федерального имущества в морском порту Ольга.
- 2008 — распоряжением Правительства России от 20 ноября 2008 г. № 1724-р пункт пропуска через Государственную границу в морском порту Ольга был включён сводный перечень пунктов пропуска через Государственную границу в Российской Федерации.
- 2009 — распоряжением Правительства России от 17 октября 2009 г. № 1533-р установлены границы морского порта Ольга. В границы морского порта Ольга помимо причалов вошли участки территории и акватории с соответствующими причальными сооружениями в пунктах погрузки, расположенных в посёлках Пластун, Рудная Пристань и Светлая.
- 2010 — постановлением Правительства России 15 июля 2010 г. № 521 пункт пропуска в морском порту Ольга был включён в перечень пунктов пропуска через Государственную границу Российской Федерации для убытия отдельных видов товаров (коды ТН ВЭД ТС 4401, 4403, 4404, 4406).
- 2010 — распоряжением Правительства Российской Федерации от 17 августа 2010 г. № 1366-р морской порт Ольга открыт для захода иностранных судов.
- 2011 — в соответствии с распоряжением Росморречфлота от 18 января 2011 г. № АД-1-р ФГУ «АМП Владивосток» было переименовано в Федеральное государственное учреждение «Администрация морских портов Приморского края». В соответствии с уставом ФГУ «АМП Приморского края» полномочия портовых властей в морском порте Ольга осуществляет Ольгинский филиал ФГУ «АМП Приморского края».
- 2012 — приказом Минздравсоцразвития России от 7 марта 2012 г. № 207-н пункт пропуска в морском порту Ольга был включён в перечень пунктов пропуска через Государственную границу, специально оборудованных и предназначенных для ввоза на территорию Российской Федерации товаров, химических, биологических и радиоактивных веществ, отходов и иных грузов, представляющих опасность для человека, пищевых продуктов, материалов и изделий, контактирующих с пищевыми продуктами.
- 2012 — приказом Росморречфлота от 28 мая 2012 г. № 67 в целях реализации приказа Минтранса России от 9 декабря 2012 г. № 277 «Об утверждении Правил регистрации судов и прав на них в морских портах» морскому порту Ольга был присвоен номер порта — 37 и буквенный индекс порта — ОГ.
- 2013 — приказом Министерства здравоохранения России от 12.11.2012 № 904н отменён приказ Минздравсоцразвития России от 7.03.2012 № 207н, которым пункт пропуска в морском порту Ольга был включён в перечень пунктов пропуска через государственную границу, специально оборудованных и предназначенных для ввоза на территорию Российской Федерации товаров, химических, биологических и радиоактивных веществ, отходов и иных грузов, представляющих опасность для человека, пищевых продуктов, материалов и изделий, контактирующих с пищевыми продуктами.
- 2014 — приказом Минтранса России от 5.08.2014 № 219 в морском порту Ольга определены районы якорных стоянок для задержанных или арестованных судов.
- 2014 — приказом Роспотребнадзора от 10.10.2014 № 1011 морской порт Ольга включён в перечень портов, в которых выдаются и продлеваются «Свидетельство о прохождении судном санитарного контроля» и «Свидетельство об освобождении судна от санитарного контроля».
- 2015 — приказом Росграницы от 10.08.2015 № 193-ОД в морском порту Ольга утверждены новые границы морского грузового постоянного многостороннего пункта пропуска через государственную границу Российской Федерации. Из границ морского порта Ольга вышли участки территории и акватории с соответствующими причальными сооружениями в пунктах погрузки, расположенных в посёлках Рудная Пристань и Светлая.
- 2015 — Ольгинский муниципальный район и порт Ольга (без пунктов в других муниципалитетах) в октябре в соответствии с федеральным законом вошли в состав Свободного порта Владивосток[2].
- 2016 — распоряжением Правительства России от 13.01.2016 № 2-р закрыт морской грузовой постоянный пункт пропуска через государственную границу Российской Федерации Пластун в связи с установлением в данном морском терминале пределов участков единого морского грузо-пассажирского постоянного многостороннего пункта пропуска через государственную границу Российской Федерации в морском порту Ольга.

Перспективы развития морского порта Ольга связаны с дальнейшим развитием объектов прибрежно-портовой инфраструктуры морского порта. В частности, планами развития морского порта предусмотрено строительство объектов навигационно-гидрографического обеспечения морских путей в целях надёжного и безопасного функционирования морского транспорта.